# 冰島最高法院
冰島最高法院（Hæstiréttur Íslands）擁有冰島的最高司法權力。法院根據動議第22/1919號成立，並於1920年2月16日召開首次會議。

## 外部連結
- 冰島最高法院